# Wet Dream
Albums de Richard Wright
Identity
(avec Zee)
(1984)
Wet Dream est le premier album solo du claviériste de Pink Floyd Richard Wright, enregistré et sorti en 1978 et réédité sur CD en 1990.

## L'album
Alors que Roger Waters a définitivement pris les rênes de Pink Floyd avec l'album Animals et la tournée In the Flesh qui s'ensuivit, David Gilmour et Richard Wright s'offrent tous deux leur premiers opus solo respectifs en 1978. Gilmour est le premier à sortir un album studio (éponyme), rapidement suivi du Wet Dream de Wright.

### Genèse
Richard Wright, rejoint à Berre-les-Alpes au célèbre Studio Super Bear par le guitariste Snowy White - qui était déjà musicien additionnel de Pink Floyd durant la tournée de l'album Animals - met sur pied son projet. Dans un premier temps peu confiant de ce projet, il préfère s'entourer de gens fiables et installer une ambiance de groupe plutôt que de travailler avec n'importe quels musiciens de studio. C'est par un jeu de connaissances qu'il réunira autour de lui les musiciens présents sur l'album. Ils mettront sept jours a enregistrer l'essentiel de l'album (les over-dubs prendront un peu plus de temps).

### La musique
La musique a été composée par Richard Wright, même si celui-ci est tout de même resté à l'écoute des musiciens tout au long de l'enregistrement, et que chacun a apporté ses propositions. On y trouve également une chanson, Against the Odds, ballade mélancolique parlant métaphoriquement de problèmes de couple, coécrite avec sa compagne Juliette.
L'album contient en tout 6 instrumentaux et 4 chansons chantées par Rick. Chansons et instrumentaux s'alternent sur l'album (sauf les pistes 7 et 8, toutes deux instrumentales).
L'ambiance de l'album est parfois jazz-rock. Les instrumentaux sont empreints de longs solos de guitare, de saxophones, de claviers ou de flûte. Il est intéressant de le noter car c'est cet aspect de la musique de Pink Floyd qui va disparaître dans les albums du groupe à venir (dont The Wall). Les chansons, quant à elle, reflètent une certaine mélancolie. Il faut savoir à ce sujet que Wright n'est alors plus qu'un arrangeur au sein de Pink Floyd, Roger Waters considérant que les musiques de Wright à l'époque, "ne valaient plus un clou". Il allait également bientôt perdre sa place de membre du groupe quelques mois plus tard, lors des sessions de The Wall (enregistré par ailleurs en partie dans ce même studio Super Bear).

### Un échec commercial
Quelque peu boudé par le public lors de sa première sortie, l'album connaitra une seconde jeunesse lors de sa réédition en CD en 1990. La critique en général et les fans, ainsi que Snowy White lui-même, reconnaissent que cet album est mésestimé. Le 28 juillet 2023,l'album connait une seconde réédition comportant une version remixée par Steven Wilson, pour l'anniversaire de Richard Wright, avec des versions de Cat Cruise et .Waves légèrement plus longues que les originales.

## Titres
Tous sont de Richard Wright, sauf Against the Odds (Richard & Juliette Wright).
1. Mediterranean C – 3:52 (instrumental)
2. Against the Odds – 3:57
3. Cat Cruise – 5:14 (instrumental)
4. Summer Elegy – 4:53
5. Waves – 4:19 (instrumental)
6. Holiday – 6:11
7. Mad Yannis Dance – 3:19 (instrumental)
8. Drop In From the Top – 3:25 (instrumental)
9. Pink's Song – 3:28
10. Funky Deux – 4:57 (instrumental)

## Musiciens
Selon le livret inclut avec l'album
- Richard Wright : piano, piano électrique, Orgue Hammond. synthétiseur Oberheim, chant
- Snowy White : guitares acoustique et électrique
- Larry Steele : basse
- Reg Isadore : batterie, percussions
- Mel Collins : saxophone, flûte

## Sources et références
- Le making-of Wet Dream, de l'émission Making-of par Marc Ysaye sur Classic 21, diffusée après la mort de Richard Wright.

1. ↑  Une interview de Roger Waters, citée pas François Ducray dans son live "Pink Floyd" (Librio)
2. ↑  Pink Floyd : l'histoire selon Nick Mason. EPA.  (ISBN 978-2-85120-656-5).